# 島武己

特大シーサー（中城古窯）ホテル日航立川

焼締按瓶（中城古窯）

焼締抱瓶（阿弥陀城古窯）

象嵌焼締大皿（阿弥陀城古窯）

島 武己（しま たけみ、1943年4月1日 - 2024年7月10日）は、沖縄県国頭郡本部町生まれの陶芸家。国の重要無形文化財「琉球陶器」技能保持者（沖縄県で2人目の人間国宝）を辞退している。

## 経歴
1960年、17歳で壺屋の陶芸家小橋川永昌の元で陶芸を始める。
1961年、18歳で「第13回沖展」陶器部門の奨励賞を受賞。
1962年、19歳で「第14回沖展」陶器部門の沖展賞を受賞。
1963年、20歳で「第15回沖展」陶器部門の沖展賞を受賞。
1965年、22歳で小橋川家を辞し、古陶磁の研究に没頭する。初期壺屋（約300年前）の湧田窯系、宝口糸、知花系の各古窯の比較研究を通し、壺屋に統合される以前の古窯（400～500年前）喜名焼、知花焼、古我知焼、山田焼等の古窯の復元に情熱をかける。以来十数ヶ所の設計築窯する。
1969年、26歳で陶芸研究家の小山富士夫に出会い、南蛮焼研究に参画する。同氏の紹介により日本各地の古窯を見聞する。
1980年、中城村（なかぐすくそん）に自らの復元古窯城窯を開いた。中城に来てから島の作品は一変し、これまでの伝統的な工芸作品から、独創的なオブジェの世界へ足を踏み入れる。テーマは「地獄編」、「御獄（うたき）シリーズ」、そして「わびさび」の世界。生み出す造形にふさわしい線を出すために、壺屋時代に覚えた工芸的な「手」は忘れようと、自ら葛藤しながらの創作活動の時期でもあった。島も「壺屋の手を忘れるのに10年掛かった」と述べている。ここからの20年間は、ライバルでもあり、親友でもある國吉清尚との切磋琢磨が始まる。
1992年、前原和夫が弟子入りする。
1997年、大型写真集本「陶21 : 21世紀のやきものルネッサンス」に掲載される。
1997年6月、写真家平敷兼七により、島武己 作陶 写真集「中城古窯研究所 写真集」が発刊された。
1999年、國吉清尚が死没する。
2003年、故郷の本部（もとぶ）町へ帰る。
2005年、健堅集落の奥に「阿弥陀城古窯」（あみだぐすく こよう）を構えた。
2007年1月20日、島武己と弟子の前原和夫の指示で、穴窯が造られた。
2009年9月18日、島武己の本部町の後援会の、もとぶ野毛病院の上田裕一理事長と藤本孝子事務長の応援で、写真集「作陶 島武己 土の宝石をつくる」が発刊された。
2010年、島武己作陶展 阿弥陀城古窯（佐喜眞美術館）
2011年、脳梗塞で倒れる（それ以前の作陶中の島武己には怖くて誰も近付けなかった）。
2014年、現代沖縄陶工展「島武己」～己宙南蛮～（那覇市立壺屋焼物博物館）
2018年、國吉清尚の短編映画「やちむん 沖縄フィルムオフィス」の撮影が、「阿弥陀城古窯」で撮影された、弟子の前原和夫が陶芸技術指導を行った。
2021年、引退する。（最後の窯焚き）
2024年5月5日、名護博物館前原和夫展示会に於いて、島武己と前原和夫のトークショーが執り行われた（作品についての想いや、南蛮焼きについて）。
2024年7月10日、死没。

## 陶21～21世紀のやきものルネッサンス～1997年発刊
（現代日本の頂点に位置する陶芸作家21名を紹介）
島武己は、若くして陶芸の道に入った。壺屋や首里で土踏み、土づくり、ロクロ挽き、窯焚きと伝統のやきものの基本を徹底的に叩き込まれた。
並行して島が情熱を傾けたのは古陶磁の研究だった。沖縄の古い窯跡、瓦屋跡はことごとく歩き、茶碗や壺、皿の陶片を拾い集めた。そこで、後に彼が好んで焼く白ごけ、緑ごけ、黒ごけの原型を見つける。そのころ陶磁研究家の小山富士夫の南蛮古陶研究にも参画した。それがバネになって500年前の古窯復活にかける覚悟は不動のものとなった。小山の紹介で本土各地の窯場を二度、三度と訪ねた。小山との出会いは島の生涯もを左右した。陶磁器に対する知識は言うに及ばず「無造作に挽くロクロの手は壺屋にはないもので、非常に新鮮で勉強になった」
二十代後半からの島は、何かに取りつかれたかのように古窯跡や御嶽（うたき）巡りを始める。7～8年もロクロを離れ、「放浪の時代」が続いた。御嶽は沖縄にとって神聖なる場。古色蒼前と自然が自然のまま残っているところだ。御嶽は「人間と自然がまげてはならない約束の場」と島は思っている。だから彼は御嶽の空間に身を包まれると、「この世に生を受け、生身の体に感じ取ったすべては、正直に守り、表現していく」ことを改めて誓う場でもある。
島は、土の形体の特異さを生かすために焼成法も独自の方法で工夫している。島が目指しているのは、高火度（1,200～1,300度）で焼き締める。土はいわゆる南蛮焼と通称される沖縄の焼締陶器の素材で、本島で採取されるものを5～6種類ブレンドして使う。窯は登り窯と穴窯の2基を備え、創作的な仕事は穴窯を使う。
※御嶽（うたき）は、琉球神道における祭祀などを行う場所である。

## 國吉清尚と島武己
2024年、カイカイキキギャラリーで開催された「國吉清尚オマージュ展」では、和田直樹、当真裕爾らの計らいで國吉清尚と島武己のことが紹介された。清尚と武己は、沖縄の焼締陶作家の「龍と虎」。いずれも沖縄県外に出回る作品数の少なさゆえ、これまでほとんど知られていなかったが、ようやく光が当たるようになってきた。